# Trybuchowce (obwód lwowski)
Trybuchowce – wieś na Ukrainie w rejonie lwowskim (do 2020 roku w rejonie żydaczowskim) należącym do obwodu lwowskiego.

## Położenie
Na podstawie Słownika geograficznego Królestwa Polskiego i innych krajów słowiańskich: Trybuchowce to wieś w powiecie bóbreckim, 15 km na południowy wschód od Bóbrki, 5 km na północny zachód od urzędu pocztowego w Strzeliskach Nowych.
W 1603 r. Mikolaj Ostroróg h. Nałęcz (1567-1612) uzyskał Trybuchowce (również Bakowce, Rzepichów (Repechów) w ziemi lwowskiej).